# Clubiona durbana
Clubiona durbana là một loài nhện trong họ Clubionidae.
Loài này thuộc chi Clubiona. Clubiona durbana được Carl Friedrich Roewer miêu tả năm 1951.